# 拉赫穆
拉赫穆（英語：Lahmu，又释作“拉赫木”，意思是“多毛的”）是阿卡德神话中的神灵。

## 神话
拉赫穆是一位护卫和仁慈之神的名字，是阿勃祖与提阿玛特的第一个儿子。他和其姐妹拉哈穆（Laḫamu）生下了美索不达米亚万神殿中所尊奉的天父安沙尔（Anshar）和地母基沙尔（Kishar）。 拉赫穆通常被描绘成一位系着三股红腰带，头长四到六绺鬈发的大胡子男人。他常与库萨里克库（Kusarikku）或“牛人”有关系。在苏美尔时代，拉赫穆可能意味着“泥的”意思。拉赫穆守卫着恩基在埃里都的阿勃祖神庙大门。他和他的姐妹拉哈穆是《埃努玛·埃利什》所创的巴比伦史诗中的原始神，并且拉赫穆可能涉及或同等于“拉哈玛”-史诗中提阿玛特所生的神灵之一。

## 與「伯利恆」一詞之間的關係
部分語言學家 如威廉.爱布瑞特博士（William F. Albright）曾猜测伯利恒（“面包房”）这一名称最初出自一位其形象同源于拉赫穆和拉哈穆的形象的、出現於迦南教神話的掌管生育事宜的神祇，而非迦南文字“lehem”（麵包的简称）。

## 参阅文献
- Jordan, Michael.  [神之百科全书]. Kyle Cathie Limited. 2002.
- Black, Jeremy; Green, Anthony.  [古美索不达米亚的神灵、恶魔和符号]. Austin: University of Texas Press. 2003.